# Julia Hiller
Julia Hiller (* 24. Juli 1987 in Walnut Creek, Kalifornien) ist eine deutsche Leichtathletin, die 2007 Deutsche Meisterin im 3000-Meter-Hindernislauf wurde.

## Sportlicher Werdegang
Die Mittelstrecken- und Hindernisläuferin begann ihre Sportlaufbahn bei der LG Erlangen, bevor sie 2005 zur LAC Quelle Fürth wechselte. Ihr Trainer ist Jörg Stäcker.
2005 errang sie erste Plätze bei den Deutschen A-Jugend-Meisterschaften über 2000 Meter Hindernis, 3000 Meter  und in der Straßenlauf-, sowie Cross-Mannschaft. Bei den Junioreneuropameisterschaften belegte sie über 3000 Meter Hindernis den fünften Platz.
2006 folgten vier weitere Deutsche Meistertitel im Jugendbereich und ein siebter Platz bei den Juniorenweltmeisterschaften über 3000 Meter Hindernis. Dazu kam ein neunter Platz bei den Cross-Europameisterschaften der Juniorinnen.
2007 gelang ihr bei den Deutschen Meisterschaften in Erfurt der Meistertitel über 3000 Meter Hindernis, wenn auch bedingt durch die Tatsache, dass die bis dahin mit großem Vorsprung führende Verena Dreier bei den beiden letzten Hindernissen zu Fall kam. Julia Hiller konnte mit ihrem Endspurt die Gestürzte auf der Zielgeraden überholen und ihren bis dahin größten Erfolg feiern. Ihre Zeit betrug dabei 10:11,47 min, damit war sie eine Sekunde schneller als Verena Dreier. Im Frühjahr konnte sie bei den Deutschen Crossmeisterschaften (Juniorinnen) gewinnen.
2008 kam sie beim Halleneuropacup in Moskau und dem Europacup in Annecy das erste Mal in der A-Nationalmannschaft der Erwachsenen zum Einsatz. Ferner gewann sie bei den Deutschen Juniorenmeisterschaften über 3000 Meter Hindernis, wurde bei den Aktiven Vizemeisterin hinter der Disziplinwechslerin und Olympiastarterin Antje Möldner aus Potsdam und näherte sich mit ihrer neuen persönlichen 3000-Meter-Hindernis-Bestzeit von 9:42,72 min, welche neuen deutschen U23-Rekord bedeutete, der Olympianorm an. Bei den Crosseuropameisterschaften in Brüssel gewann sie zudem die Bronzemedaille mit dem U23-Team.
2009 lief Julia Hiller in der Halle zu neuen Bestzeiten über 800 und 1500 Meter, wurde beim Hallenländerkampf in Glasgow über 3000 Meter eingesetzt und belegte bei den Deutschen Hallenmeisterschaften in Leipzig knapp hinter der Siegerin Antje Möldner den zweiten Platz über 1500 Meter. Drei Wochen später gewann sie bei den Deutschen Crossmeisterschaften in Ingolstadt den Titel bei den Juniorinnen und erkämpfte sich außerdem den dritten Platz in der Frauenwertung. Die Sommersaison begann für Julia Hiller mit Bestzeit über 10 Kilometer vielversprechend, gesundheitliche Probleme im weiteren Saisonverlauf stoppten die Erlangerin aber auf dem Weg zur Weltmeisterschaft in Berlin. Trotzdem gab es noch einen großen Erfolg: Bei den U23-Europameisterschaften im litauischen Kaunas gewann Julia Hiller die Silbermedaille über 3000 Meter Hindernis und bei den Deutschen Straßenlaufmeisterschaften in Otterndorf den Titel über 10 Kilometer bei den Juniorinnen.
Julia Hiller hielt zwischenzeitlich den deutschen Jugendrekord über 2000 m Hindernis sowie in der 10-km-Mannschaft und den deutschen U23-Rekord über 3000 m Hindernis. Sie hält weiterhin diverse bayerische Bestleistungen und kann auf elf Einsätze im Nationaltrikot und zehn Deutsche Meistertitel zurückblicken.

## Bestzeiten
- 800 m: 2:06,99 Einzel-min (2009, Halle)
- 1500 m: 4:19,56 min (2009, Halle)
- 3000 m: 9:13,82 min (2008)
- 2000 m Hindernis: 6:23,70 min (2008)
- 3000 m Hindernis: 9:42,72 min (2008)
- 5000 m: 16:18,97 min (2009)
- 10-km-Straßenlauf: 34:21 min (2009)

| Personendaten    | Personendaten                   |
| ---------------- | ------------------------------- |
| NAME             | Hiller, Julia                   |
| KURZBESCHREIBUNG | deutsche Leichtathletin         |
| GEBURTSDATUM     | 24. Juli 1987                   |
| GEBURTSORT       | Walnut Creek (Ort, Kalifornien) |